# 鳥嘴翼龍屬
鳥嘴翼龍屬（屬名：Ornithostoma）是翼龍目翼手龍亞目的一屬，生存於白堊紀早期的英格蘭。鳥嘴翼龍有曲折的命名、分類歷史，曾被多次建立模式種，並被認為與無齒翼龍是相同動物。由於化石材料破碎，鳥嘴翼龍通常被認為是疑名。

## 發現與命名
在1859年，理察·歐文將三個缺少牙齒的翼龍類口鼻部碎片，分別建立為翼手龍屬的兩個種，P. sedgwickii、P. fittoni。在1869年，哈利·絲萊（Harry Govier Seeley）在劍橋大學博物館將化石進行分門歸類時，將這三個翼龍類化石編入於鳥掌翼龍的模式種（Ornithocheirus simus）。這三個翼龍類化石被發現於英格蘭的劍橋海綠石沙（Cambridge Greensand）地層，地質年代相當於白堊紀早期的阿爾比階。
在1871年，哈利·絲萊發現鳥掌翼龍是具有牙齒的翼龍類，因此這些化石不屬於鳥掌翼龍。哈利·絲萊將這些化石建立為新屬，鳥嘴翼龍屬（Ornithostoma）。屬名在古希臘文意為「鳥的頜部」，哈利·絲萊當時沒有建立種名。在1891年，哈利·絲萊建立種名，模式種是塞氏鳥嘴翼龍（O. sedgwicki）。他並將骨盆骨頭編入於此種，並宣稱鳥嘴翼龍、無齒翼龍是相同動物，而鳥嘴翼龍較早被命名，應該具有命名優先權。哈利·絲萊將癒合的前上頜骨、上頜骨碎片列為正模標本（編號CAMSM B.54485），而其他頜部碎片被列為選模標本。
在1893年，塞繆爾·溫德爾·威利斯頓也提出鳥嘴翼龍是無齒翼龍的一個異名，因此將當時無齒翼龍的兩個種都改歸類於鳥嘴翼龍，將無齒翼龍的模式種（P. ingens）改列為鳥嘴翼龍的模式種。威利斯頓並建立鳥嘴翼龍科、鳥嘴翼龍亞科（Ornithostomatinae），僅包含鳥嘴翼龍屬。這些分類目前並不被普遍接受。在1904年，理查德·萊德克（Richard Lydekker）提出無齒翼龍、鳥嘴翼龍是不同屬，在沒有詳察哈利·絲萊已命名模式種的狀況下，也將相同化石建立為新的模式種，西氏鳥嘴翼龍（O. seeleyi）。
在1914年，雷金纳德·胡利（Reginald Walter Hooley）重新研究這些化石材料。他錯誤地宣稱骨盆化石其實是部分聯合背椎（Notarium），並將數個其他標本也編入於鳥嘴翼龍，包含：頭顱骨碎片與頭冠基部（編號CAMSM B.54406）、脊椎、四肢。
在1994年，克里斯多福·班尼特（Christopher Bennett）根據頜部的下緣形狀，而認為鳥嘴翼龍不同於無齒翼龍，但也提出鳥嘴翼龍是個疑名。在2001年，大衛·安文（David Unwin）提出不同意見，他認為鳥嘴翼龍是個有效屬，並將化石侷限於三個頜部碎片、可能還有骨盆化石，而且將鳥嘴翼龍歸類於無齒翼龍科；大衛·安文並將胡利編入的化石材料，改編入於槍嘴翼龍。
在2012年，Alexander O. Averianov再度將胡利研究的化石材料編入於鳥嘴翼龍，並指出這些化石具有神龍翼龍超科的特徵，有某些特徵類似古神翼龍。

## 體徵
正模標本是前上頜骨、上頜骨的碎片，長度約五公分，高度約一吋。口鼻部的橫剖面呈三角形。這個口鼻部段落缺乏牙齒，沒有頭冠的痕跡，但邊緣有低矮突出。口鼻部的前段逐漸所小，而上緣的夾角約12°，研究人員估計，這個口鼻部段落是距離口鼻部前端約10公分處。

## 分類
長期以來，鳥嘴翼龍曾被當作垃圾箱类群，有許多沒有特殊特徵、無法歸類的翼龍類因為求方便而被列入鳥嘴翼龍屬，如同恐龍總目的斑龍。最近許多曾被列入鳥嘴翼龍屬的標本，改被列入個別的新屬，或是以命名的屬。
發現於俄羅斯薩拉托夫州彼得羅夫斯克的一個大型脊椎骨，被命名為東方鳥嘴翼龍﹙O. orientalis﹚。近年，東方鳥嘴翼龍被建立為獨立屬，東方波氏翼龍（Bogolubovia orientale），並從無齒翼龍科轉移到神龍翼龍科。

## 外部連結
- 鳥嘴翼龍 The Pterosaur Database
- Pterosauria Translation & Pronunciation Guide